# Joey Cheek
William Joseph (Joey) Cheek (Greensboro (North Carolina), 22 juni 1979) is een Amerikaans oud-schaatser. Hij kon naast de sprintafstanden ook goed op de 1500 meter uit de voeten.
Joey Cheek nam twee keer deel aan het "Continentaal kampioenschap van Noord-Amerika & Oceanië" (het kwalificatietoernooi voor de WK Allround). In 1999 werd hij tiende en in 2000 werd hij zevende.
De doorbraak van Joey Cheek bij het internationale schaatsen waren de Olympische Winterspelen van 2002 in Salt Lake City. Tijdens dat toernooi pakte de Amerikaan brons op de 1000 meter en miste hij op 0,08 seconde het podium op de 1500 meter.
In 2003 behaalde Cheek bij de WK Afstanden in Berlijn een bronzen medaille op de 1000 en 1500 meter. Beide afstanden werden gewonnen door Erben Wennemars. In 2005 belandde Cheek voor het eerst op het podium bij een WK Sprint, ook ditmaal was Wennemars degene die op de hoogste trede stond.
In 2006 behaalde de Amerikaan in Heerenveen eindelijk zijn ultieme doel: de Wereldtitel Sprint. Hij deed op de eerste dag al goede zaken door tweemaal tweede te worden. Op zondag stelde hij zijn titel zeker door met een groot verschil de 500 meter te winnen. Op de 1000 meter versloeg hij zijn belangrijkste opponent Dmitri Dorofejev. De tijd viel wat tegen, maar hij heeft aan de tiende plaats genoeg om toch de gouden medaille omgehangen te krijgen.
Ook bij de Olympische Winterspelen 2006 in Turijn haalde hij een grote triomf: hij won goud op de 500 meter. Hij reed als enige deelnemer tweemaal een tijd onder de 35 seconden. Dorofejev bleek opnieuw zijn grootste concurrent, maar Cheek versloeg hem en alle anderen met overmacht.
Aan het einde van het seizoen 2005-2006 kondigde Cheek aan te stoppen met wedstrijdschaatsen. Cheek studeerde Chinees en economie aan de Princeton-universiteit, waar hij in 2011 afstudeerde. Hij was betrokken bij Team Darfur, een groep atleten waarmee hij aandacht vroeg voor de beëindiging van de burgeroorlog in Soedan. Kort voor het vertrek naar de Olympische Zomerspelen van Peking hoorde hij dat hij geen visum kreeg. Bij de Olympische Winterspelen in 2018 trad Cheek op als schaatscommentator bij de NBC.

## Persoonlijke records
| Afstand      | Tijd     | Datum            | Baan           |
| ------------ | -------- | ---------------- | -------------- |
| 500 meter    | 34,66    | 19 december 2001 | Salt Lake City |
| 1000 meter   | 1.07,29  | 31 december 2005 | Salt Lake City |
| 1500 meter   | 1.44,98  | 15 februari 2003 | Salt Lake City |
| 3000 meter   | 3.54,76  | 26 november 1999 | Calgary        |
| 5000 meter   | 6.42,57  | 28 november 1999 | Calgary        |
| 10.000 meter | 14.13,81 | 16 januari 2000  | Calgary        |

## Resultaten
| Jaar | Olympische Spelen          | WK Afstanden                | WK Sprint | CK N-Amerika | WK Junioren |
| ---- | -------------------------- | --------------------------- | --------- | ------------ | ----------- |
| 1997 |                            |                             |           |              | 13e         |
| 1998 |                            |                             |           |              | 11e         |
| 1999 |                            |                             |           | 10e          |             |
| 2000 |                            | 20e 1000m                   | 29e       | 7e           |             |
| 2001 |                            | 8e 500m 11e 1000m 12e 1500m | 14e       |              |             |
| 2002 | 7e 500m · 1000m · 4e 1500m |                             | 7e        |              |             |
| 2003 |                            | 6e 500m · 1000m · 1500m     | 4e        |              |             |
| 2004 |                            | 10e 500m 4e 1000m           | 15e       |              |             |
| 2005 |                            | 7e 500m 11e 1000m 6e 1500m  | Brons     |              |             |
| 2006 | 500m · 1000m               |                             | Goud      |              |             |

### Medaillespiegel
| Kampioenschap     | Goud · | Zilver · | Brons · |
| ----------------- | ------ | -------- | ------- |
| Olympische Spelen | 1      | 1        | 1       |
| WK Afstanden      | 0      | 0        | 2       |
| WK Sprint         | 1      | 0        | 1       |

1924: Charles Jewtraw ·
1928: Clas Thunberg/Bernt Evensen ·
1932: Jack Shea ·
1936: Ivar Ballangrud ·
1948: Finn Helgesen ·
1952: Ken Henry ·
1956: Jevgeni Grisjin ·
1960: Jevgeni Grisjin ·
1964: Richard McDermott ·
1968: Erhard Keller ·
1972: Erhard Keller ·
1976: Jevgeni Koelikov ·
1980: Eric Heiden ·
1984: Sergej Fokitsjev ·
1988: Uwe-Jens Mey ·
1992: Uwe-Jens Mey ·
1994: Aleksandr Goloebev ·
1998: Hiroyasu Shimizu ·
2002: Casey FitzRandolph ·
2006: Joey Cheek ·
2010: Mo Tae-bum ·
2014: Michel Mulder ·
2018: Håvard Holmefjord Lorentzen ·
2022: Gao Tingyu